# Jeong Sophia
Jeong Sophia (Gumi, 18 augustus 1993) is een Zuid-Koreaans skeletonster.

## Carrière
Jeong maakte haar wereldbeker-debuut in het seizoen 2017/18 waar ze aan twee wereldbekerwedstrijden meedeed. Ze werd in de algemene stand 33e, het jaar erop werd ze 22e. Ze is voornamelijk actief in lagere reeksen.
Jeong nam deel aan de Olympische winterspelen in eigen land en werd daar 15e.

## Resultaten

### Olympische Spelen
| Jaar | Plaats      | Resultaat |
| ---- | ----------- | --------- |
| 2018 | Pyeongchang | 15e       |

### Wereldbeker
Eindklasseringen
| Seizoen   | Rang |
| --------- | ---- |
| 2017/2018 | 33e  |
| 2018/2019 | 22e  |